# Colegio Nacional de Ushuaia
El Colegio Nacional de Ushuaia (CNU) es un instituto preuniversitario de enseñanza laica con sede en Ushuaia, Provincia de Tierra del Fuego, Antártida e Islas del Atlántico Sur, Argentina. Está enlazado con el Colegio Nacional de Buenos Aires, incluye primaria y secundaria, y sus materias son prácticas de lenguaje, matemática, construcción de la ciudadanía, Ciencias Sociales y Ciencias Naturales, en la secundaria se le añaden y remplazan materias como Biología, físico/química francés/portugués teatro/plástica/música etc

## Historia

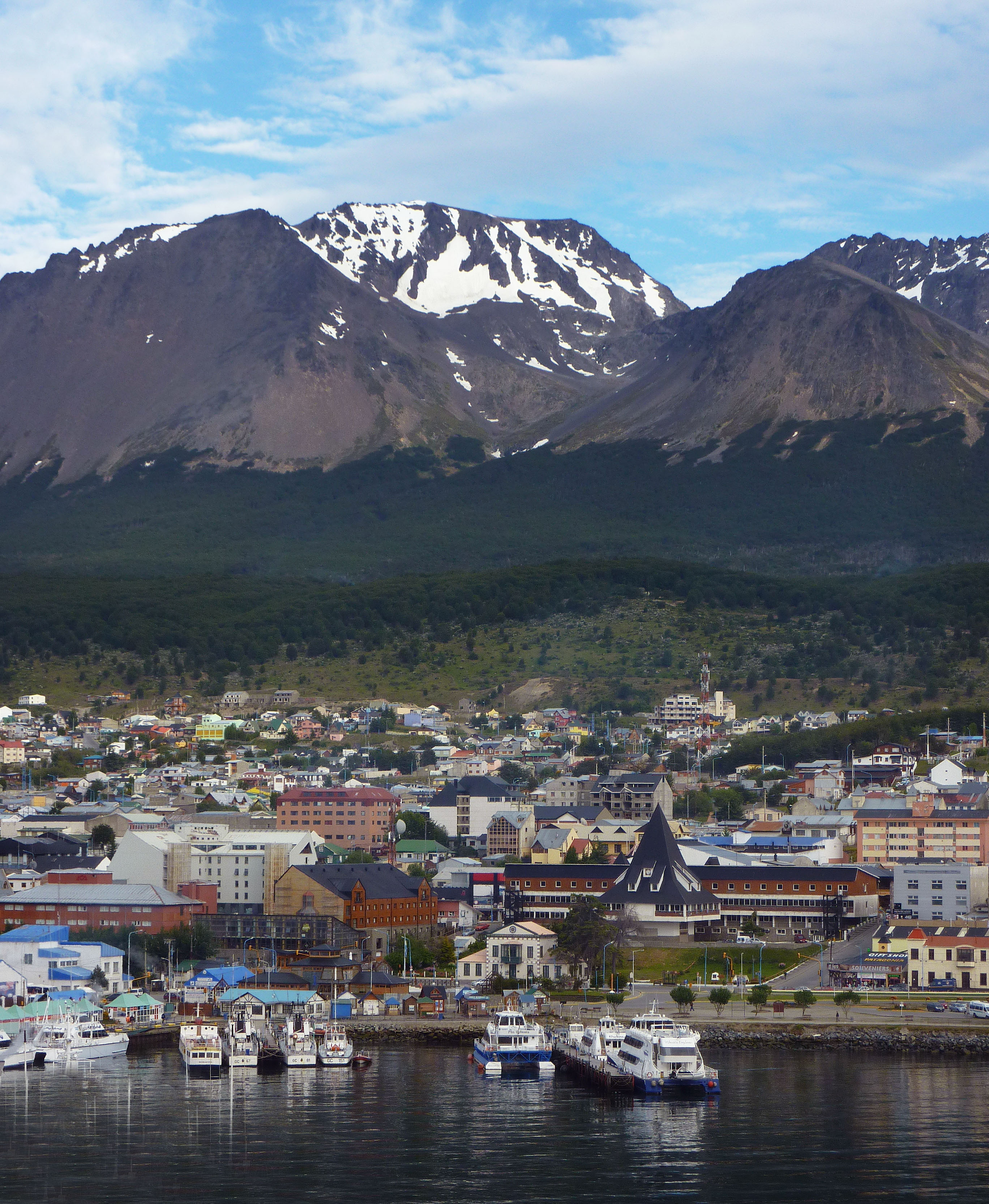
Imagen de la ciudad de Ushuaia, capital provincial.

A pesar de su aislamiento geográfico de grandes centros urbanos como Buenos Aires, Córdoba o Rosario, Tierra del Fuego venía experimentando años de crecimiento general continuos. En 1990, fue admitida como provincia nacional. Las principales industrias nacionales empezaron a asentarse en la provincia, y los ingresos por turismo habían aumentado considerablemente, como así la población de la provincia ascendía a 29 000 personas tras el censo nacional de 1991.
Para ese momento, el Colegio Nacional de Buenos Aires había planificado, debido a su gran cantidad de alumnos aspirantes a ingresar, un proyecto para extender su modelo educativo. Originalmente funcionó en pequeñas aulas dentro de un supermercado, estableciéndose en 2004 en su edificio actual. En la provincia sureña, no había por entonces centros educativos de gran calidad, por lo que el proyecto fue buen visto por la población y el intendente Mario Danniele. La exalumna del CNBA Liliana Vaccaro describe los primeros años del nuevo colegio:

En los primeros 17 años transcurridos han pasado por las aulas del CNU más de 1000 alumnos y 13 promociones terminaron sus estudios. Con el exclusivo aporte de los padres, se logró construir un edificio propio inaugurado en medio de la crisis del año 2000, un tiempo después se construyeron los laboratorios de informática y de ciencias naturales y se habilitó un SUM (salón de usos múltiples) con sistema de proyecciones y una biblioteca que lleva el nombre del Dr. Gerardo Pagés y que guarda cerca de 10.000 volúmenes. Desde 1998 funciona una subsede del programa UBA XXI de la Universidad de Buenos Aires. (...) Además, desde 1994, todos los años se realizan viajes de intercambio entre alumnos y profesores de ambos colegios.»»
Liliana Vaccaro, egresada del CNBA en 1965

Con la fundación en 2010 de la Universidad Nacional de Tierra del Fuego, Antártida e Islas del Atlántico Sur, el gobierno provincial logró establecer una conexión educativa entre el colegio y la nueva universidad, atrayendo en la actualidad muchos estudiantes del sur argentino.